# Larinioides patagiatus
Larinioides patagiatus là một loài nhện trong họ Araneidae. Loài này được tìm thấy ở miền Toàn bắc. Loài này được miêu tả năm 1757.